# Маркт-Индерсдорф
Маркт-Индерсдорф (нем. Markt Indersdorf) — община в Германии, в земле Бавария. 
Подчиняется административному округу Верхняя Бавария. Входит в состав района Дахау.  Население составляет 9377 человек (на 31 декабря 2010 года). Занимает площадь 68,60 км².